# Glochidion marquesanum
Glochidion marquesanum är en emblikaväxtart som först beskrevs av Forest Buffen Harkness Brown, och fick sitt nu gällande namn av Léon Camille Marius Croizat. Glochidion marquesanum ingår i släktet Glochidion och familjen emblikaväxter. Inga underarter finns listade i Catalogue of Life.